# Proprietær
En proprietær er indehaveren af proprietærgård, der tidligere var en gård på mindst 12 og højst 20 tønder hartkorn.
En proprietærgård er mindre end et gods (24 tønder hartkorn eller mere) og større end en bondegård (under 12 tønder hartkorn).

## Proprietærer som gruppe
Begrebet proprietær opstod først efter enevældens indførelse i 1661. Før den tid skelnede man skarpt mellem den skattefrie jord, der blev drevet af adelen eller kirken, og den skattepligtige jord, der blev drevet af bønderne. Adelen havde eneret til at købe og arve den skattefrie jord.
Efter 1661 blev det også muligt for velstående borgere fra byerne at købe og eje den tidligere skattefrie, adelige jord. Senere blev det samme muligt for velstående studehandlere og andre tidligere bønder. Hermed opstod der en gruppe borgerlige landmænd, der hverken tilhørte adelen eller bondestanden. Kongen var ikke interesseret i at ophøje borgerlige landmænd med mindre end 24 tønder hartkorn i adelstanden. Dermed var begrebet proprietær opstået.
Sammen med de egentlige godsejere blev proprietærerne betegnet som landmænd udenfor bondestanden.

## Sønderjyske proprietærstand
Da de sønderjyske stænder skulle hylde Frederik IV i 1721, blev hverken bønderne eller købstæderne indkaldte. Borgerstanden var alligevel repræsenteret. Man lod nemlig de borgerlige proprietærer repræsentere borgerskabet. Adelen var repræsenteret af ridderskabet, mens provsterne repræsenterede kirken.

## Kuriosum
Nogle storbønder, der ejede 8-11 tønder hartkorn, forsøgte at leve som proprietærer. Når deres økonomi ikke kunne bære dette, gik de fallit. Folkeviddet kaldte den gruppe for knaldproprietærer.
 Der er for få eller ingen kildehenvisninger i denne artikel, hvilket er et problem. Du kan hjælpe ved at angive troværdige kilder til de påstande, som fremføres i artiklen.